# Hajla
Hajla (serb.-chorw. Hajla, alb. Hajlë lub Hajla) – szczyt w paśmie Mokra gora, w Górach Dynarskich. Leży na granicy między Czarnogórą a Serbią (Kosowem). Jest to najwyższy szczyt pasma Mokra gora.